# Trayes
Trayes é uma comuna francesa na região administrativa da Nova Aquitânia, no departamento de Deux-Sèvres. Estende-se por uma área de 7,2 km². Em 2010 a comuna tinha 125 habitantes (densidade: 17,4 hab./km²).